# Eleven Burial Masses
Albums de Cradle of Filth
Thornography
(2006)
Eleven Burial Masses est un album live (CD et DVD) du groupe de musique britannique Cradle of Filth sorti en 2007. Ce CD, réalisé par le label Peaceville Records combine le premier CD de Live Bait for the Dead (qui contient donc le live à Nottingham) avec le contenu vidéo de Heavy Left-Handed and Candid (qui lui contient la vidéo du concert).

## Titres
| 1.  | The Ceremony Opens (Intro)            |  |
| 2.  | Lord Abortion                         |  |
| 3.  | Ebony Dressed for Sunset              |  |
| 4.  | The Forest Whispers My Name           |  |
| 5.  | Cthulhu Dawn                          |  |
| 6.  | Dusk and Her Embrace                  |  |
| 7.  | The Principle of Evil Made Flesh      |  |
| 8.  | Cruelty Brought Thee Orchids          |  |
| 9.  | Her Ghost in the Fog                  |  |
| 10. | Summer Dying Fast                     |  |
| 11. | Creatures that Kissed in Cold Mirrors |  |
| 12. | From the Cradle to Enslave            |  |
| 13. | Queen of Winter, Throned              |  |

| 1.  | Lord Abortion                    |  |
| 2.  | Ebony Dressed for Sunset         |  |
| 3.  | The Forest Whispers My Name      |  |
| 4.  | Cthulhu Dawn                     |  |
| 5.  | Dusk and Her Embrace             |  |
| 6.  | The Principle of Evil Made Flesh |  |
| 7.  | Cruelty Brought Thee Orchids     |  |
| 8.  | Her Ghost in the Fog             |  |
| 9.  | Summer Dying Fast                |  |
| 10. | From the Cradle to Enslave       |  |
| 11. | Queen of Winter, Throned         |  |

## Titre de l'album
Le "eleven" (onze en français) dans le titre de Eleven Burial Masses fait références aux 11 chansons interprétées ce soir là, si nous ne comptons pas les instrumentales.

### Dusk And Her Embrace
Lors du Live, Dani Filth annonce "Dusk And Her Embrace" comme étant une chanson extraite la période "verte" du groupe, c'est-à-dire « Dusk... and Her Embrace ».

### Cruelty Brought Thee Orchids
Alors que Dani annonce la chanson, il prononce : "Cruelty brought thee ... some decent jokes", qui se traduirait par "la cruauté a apporté... de bonnes blagues". À noter que la chanson est toujours dédiée à Elisabeth Bathory.

### Satanic Mantra
Bien que le titre issu de "Midian" ne soit pas mentionné, on peut l'entendre à la fin de "Creatures That Kissed In Cold Mirrors" qui est une instrumentale, elle aussi extraite de l'album "Midian".

## Crédits
- Dani Filth - Vocaliste
- Paul Allender - Guitare
- Gian Pyres - Guitare
- Robin Eaglestone - Basse
- Martin Powell - Claviers
- Adrian Erlandsson - Batterie
- Sarah Jezebel Deva - Vocaliste.

Pour la première fois dans sa carrière avec Cradle Of Filth, Sarah Jezebel Deva fût considérée comme membre officielle du groupe durant la tournée Live Bait For The Dead.